# Hikaru Sato
Hikaru Sato (佐藤光留 Sato Hikaru?) (Okayama, 8 de julio de 1980) es un artista marcial mixto y luchador profesional japonés. Sato es famoso en Japón por su larga carrera en Pancrase, Dramatic Dream Team y otras empresas.

## En lucha
- Movimientos finales
  - Cross armbar[2]
  - Ankle lock[4]

- Movimientos de firma
  - Belly to back suplex[2]
  - Cloverleaf[2]
  - Cross kneelock, a veces desde un wheelbarrow bodyscissors victory roll
  - Deadlift bridging German suplex[2]
  - Múltiples stiff roundhouse kicks al torso del oponente
  - Sleeper hold

## Campeonatos y logros

### Artes marciales mixtas
- Greatest Common Multiple
  - Demolition Middleweight 4 Men Tournament (2004)

### Lucha libre profesional
- All Japan Pro Wrestling
  - AJPW All Asia Tag Team Championship (1 vez) - con Hiroshi Yamato

- Dramatic Dream Team
  - KO-D Openweight Championship (1 vez)
  - DDT Ironman Heavymetalweight Championship (1 vez)
  - UWA World Trios Championship (3 veces) - con Masa Takanashi & Danshoku Dino (1) y Keisuke Ishii & YOSHIHIKO (1) y Michael Nakazawa & Tomomitsu Matsunaga (1)
  - DDT Jiyugaoka 6-Man Tag Team Championship (1 vez) - con Michael Nakazawa & Tomomitsu Matsunaga
  - World Sato Championship (1 vez)
  - DDT48 (2011)

## Récord en artes marciales mixtas
| Resultado | Récord  | Oponente             | Método                        | Evento                                             | Fecha                    | Ronda | Tiempo | Localización              |
| --------- | ------- | -------------------- | ----------------------------- | -------------------------------------------------- | ------------------------ | ----- | ------ | ------------------------- |
| Victoria  | 24-23-4 | Johnathan Ivey       | TKO (golpe)                   | Pancrase: 284                                      | 5 de febrero de 2017     | 1     | 1:18   | Tokio, Japón              |
| Derrota   | 23-23-4 | Sergei Martynov      | Sumisión (armbar)             | Pancrase: 275                                      | 31 de enero de 2016      | 1     | 2:03   | Tokio, Japón              |
| Victoria  | 23-22-4 | Shannon Ritch        | Sumisión (armbar)             | Pancrase: 269                                      | 9 de agosto de 2015      | 1     | 1:36   | Tokio, Japón              |
| Victoria  | 22-22-4 | Hirohide Fujinuma    | Sumisión (scarf hold armlock) | Deep: Dream Impact 2014: Omisoka Special           | 31 de diciembre de 2014  | 1     | 2:10   | Saitama, Japón            |
| Derrota   | 21-22-4 | Yoshihiro Takayama   | KO (suplex)                   | U-Spirits - U-Spirits Again                        | 9 de marzo de 2013       | 1     | 4:26   | Tokio, Japón              |
| Derrota   | 21-21-4 | Ikkei Nagamura       | Decisión (unánime)            | Pancrase Progress Tour 1                           | 28 de enero de 2012      | 2     | 5:00   | Tokio, Japón              |
| Victoria  | 21-20-4 | Osami Shibuya        | Sumisión (armlock)            | ZST Battle Hazard 4                                | 3 de julio de 2010       | 1     | 2:22   | Tokio, Japón              |
| Victoria  | 20-20-4 | Ryuji Ohori          | Sumisión (heel hook)          | Pancrase Changing Tour 1                           | 1 de febrero de 2009     | 1     | 3:46   | Tokio, Japón              |
| Derrota   | 19-20-4 | Min Suk Heo          | TKO (parada en la esquina)    | DEEP Gladiator                                     | 16 de agosto de 2008     | 1     | 1:08   | Okayama, Japón            |
| Victoria  | 19-19-4 | Jerry Nelson         | Sumisión (heel hook)          | Pancrase Real 2008                                 | 29 de junio de 2008      | 1     | 2:37   | Chatan, Japón             |
| Derrota   | 18-19-4 | Alavutdin Gadjiev    | KO (puñetazo)                 | Pancrase Shining 2                                 | 26 de marzo de 2008      | 1     | 1:20   | Tokio, Japón              |
| Empate    | 18-18-4 | Go                   | Empate                        | Kingdom of Grapple Live 07                         | 25 de noviembre de 2007  | 2     | 5:00   | Tokio, Japón              |
| Victoria  | 18-18-3 | Kentaro Abe          | Sumisión (rear naked choke)   | Pancrase Rising 8                                  | 14 de octubre de 2007    | 2     | 2:27   | Tokio, Japón              |
| Derrota   | 17-18-3 | Riki Fukuda          | KO (puñetazos)                | Pancrase 2007 Neo-Blood Tournament Finals          | 27 de julio de 2007      | 1     | 1:09   | Tokio, Japón              |
| Derrota   | 17-17-3 | Bryan Rafiq          | TKO (puñetazos)               | Pancrase Rising 4                                  | 27 de abril de 2007      | 2     | 2:16   | Tokio, Japón              |
| Victoria  | 17-16-3 | Rikuhei Fujii        | Decisión (unánime)            | Pancrase Rising 2                                  | 28 de febrero de 2007    | 2     | 5:00   | Tokio, Japón              |
| Victoria  | 16-16-3 | Sviatoslav Matafonov | Decisión (unánime)            | Pancrase Blow 11                                   | 10 de diciembre de 2006  | 2     | 5:00   | Tokio, Japón              |
| Victoria  | 15-16-3 | Tomoyoshi Iwamiya    | Decisión (unánime)            | Pancrase Blow 9                                    | 25 de octubre de 2006    | 2     | 5:00   | Tokio, Japón              |
| Derrota   | 14-16-3 | Izuru Takeuchi       | Decisión (unánime)            | Pancrase Blow 6                                    | 27 de agosto de 2006     | 3     | 5:00   | Yokohama, Kanagawa, Japón |
| Victoria  | 14-15-3 | Daisuke Hanazawa     | Sumisión (toehold)            | Pancrase Blow 2                                    | 19 de marzo de 2006      | 2     | 2:01   | Osaka, Japón              |
| Derrota   | 13-15-3 | Yuji Sakuragi        | TKO (football kicks)          | Pancrase Blow 1                                    | 26 de enero de 2006      | 1     | 1:05   | Tokio, Japón              |
| Empate    | 13-14-3 | Kyosuke Sasaki       | Empate                        | Pancrase Spiral 10                                 | 4 de diciembre de 2005   | 1     | 10:00  | Tokio, Japón              |
| Derrota   | 13-14-2 | Poai Suganuma        | Decisión (unánime)            | Pancrase Spiral 8                                  | 2 de octubre de 2005     | 2     | 5:00   | Yokohama, Kanagawa, Japón |
| Victoria  | 13-13-2 | Tenshin Matsumoto    | Sumisión (rear naked choke)   | Pancrase Z                                         | 3 de septiembre de 2005  | 1     | 2:43   | Kumamoto, Japón           |
| Victoria  | 12-13-2 | Seiji Ogura          | Sumisión (rear naked choke)   | Pancrase Spiral 5                                  | 10 de julio de 2005      | 1     | 4:16   | Tokio, Japón              |
| Victoria  | 11-13-2 | Sumio Koyano         | TKO (parada en el rincón)     | Pancrase Spiral 1                                  | 4 de febrero de 2005     | 1     | 2:57   | Tokio, Japón              |
| Derrota   | 10-13-2 | Yuji Hisamatsu       | Decisión (mayoría)            | Pancrase Brave 11                                  | 26 de noviembre de 2004  | 2     | 5:00   | Tokio, Japón              |
| Empate    | 10-12-2 | Kyosuke Sasaki       | Empate                        | Pancrase Brave 9                                   | 12 de octubre de 2004    | 2     | 5:00   | Nagoya, Japón             |
| Derrota   | 10-12-1 | Katsuya Inoue        | TKO (puñetazos)               | Pancrase Brave 6                                   | 22 de junio de 2004      | 1     | 5:00   | Tokio, Japón              |
| Victoria  | 10-11-1 | Yuichi Nakanishi     | Decisión (mayoría)            | Pancrase Brave 3                                   | 29 de marzo de 2004      | 3     | 5:00   | Tokio, Japón              |
| Victoria  | 9-11-1  | Daisuke Nakamura     | TKO (puñetazos)               | GCM - Demolition 040118                            | 18 de enero de 2004      | 2     | 5:00   | Tokio, Japón              |
| Victoria  | 8-11-1  | Shinpei Sotoyama     | TKO (puñetazos)               | GCM - Demolition 030923                            | 23 de septiembre de 2003 | 1     | 2:29   | Tokio, Japón              |
| Derrota   | 7-11-1  | Hidehiko Hasegawa    | Decisión (dividida)           | Pancrase Hybrid 7                                  | 22 de junio de 2003      | 2     | 5:00   | Osaka, Japón              |
| Victoria  | 7-10-1  | Edgar Luna Pozos     | Sumisión (heel hook)          | DEEP 9th Impact                                    | 5 de mayo de 2003        | 2     | 0:57   | Tokio, Japón              |
| Victoria  | 6-10-1  | Hiroshi Shibata      | Sumisión (toehold)            | GCM - Demolition 030323                            | 23 de marzo de 2003      | 1     | 2:36   | Tokio, Japón              |
| Derrota   | 5-10-1  | Yushin Okami         | Decisión (unánime)            | Pancrase Hybrid 1                                  | 26 de enero de 2003      | 2     | 5:00   | Tokio, Japón              |
| Empate    | 5-9-1   | Susumu Yamasaki      | Empate                        | Pancrase Spirit 7                                  | 29 de octubre de 2002    | 2     | 5:00   | Nagoya, Japón             |
| Derrota   | 5-9     | Masaya Kojima        | Decisión (unánime)            | Kushima's Fight 2                                  | 23 de julio de 2002      | 3     | 5:00   | Tokio, Japón              |
| Victoria  | 5-8     | Takaku Fuke          | Decisión (mayoría)            | Pancrase Spirit 4                                  | 11 de mayo de 2002       | 2     | 5:00   | Osaka, Japón              |
| Victoria  | 4-8     | Kazuki Okubo         | Decisión (mayoría)            | Pancrase Spirit 2                                  | 17 de febrero de 2002    | 2     | 5:00   | Osaka, Japón              |
| Derrota   | 3-8     | Hideaki Iwasaki      | KO (puñetazo)                 | Pancrase Proof 6                                   | 30 de octubre de 2001    | 2     | 4:20   | Tokio, Japón              |
| Derrota   | 3-7     | Keiichiro Yamamiya   | Decisión (unánime)            | Pro Wrestling ZERO1 Shingeki Chapter 2             | 30 de agosto de 2001     | 2     | 5:00   | Tokio, Japón              |
| Derrota   | 3-6     | Kazuo Misaki         | Sumisión (rear naked choke)   | Pancrase 2001 Neo-Blood Tournament Opening Round   | 29 de julio de 2001      | 1     | 4:08   | Tokio, Japón              |
| Victoria  | 3-5     | Ryo Chonan           | Decisión (unánime)            | Pancrase 2001 Neo-Blood Tournament Eliminations    | 5 de mayo de 2001        | 3     | 5:00   | Tokio, Japón              |
| Derrota   | 2-5     | Nate Marquardt       | Sumisión (rear naked choke)   | Pancrase Proof 2                                   | 31 de marzo de 2001      | 1     | 1:53   | Kadoma, Osaka, Japón      |
| Victoria  | 2-4     | Shinya Sato          | Decisión (unánime)            | Pancrase Trans 8                                   | 9 de diciembre de 2000   | 1     | 10:00  | Aomori, Japón             |
| Derrota   | 1-4     | Hiroshi Shibata      | Decisión (unánime)            | Pancrase Trans 6                                   | 31 de octubre de 2000    | 1     | 10:00  | Tokio, Japón              |
| Derrota   | 1-3     | Eiji Ishikawa        | Sumisión (rear naked choke)   | Pancrase - 2000 Neo-Blood Tournament Second Round  | 27 de agosto de 2000     | 1     | 2:43   | Osaka, Japón              |
| Derrota   | 1-2     | Yuji Hoshino         | Decisión (unánime)            | Pancrase - 2000 Neo-Blood Tournament Opening Round | 23 de julio de 2000      | 2     | 3:00   | Tokio, Japón              |
| Victoria  | 1-1     | Michael Sa Jin Kwok  | Sumisión (cross armbar)       | Pancrase Trans 2                                   | 30 de abril de 2000      | 1     | 2:23   | Yokohama, Kanagawa, Japón |
| Derrota   | 0-1     | Daisuke Watanabe     | Decisión (unánime)            | Pancrase Trans 1                                   | 27 de febrero de 2000    | 1     | 10:00  | Osaka, Japón              |